# Rupia da Índia Portuguesa
Nota linguística: Embora comum no Brasil, a grafia "rúpia" (acentuada) não é correta. A sílaba tônica é pi.

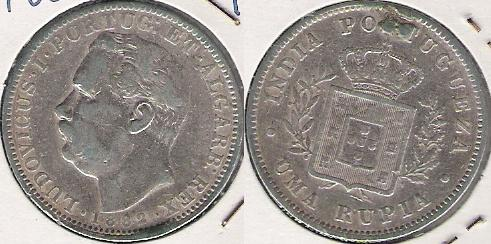
Uma rupia da Índia Portuguesa de 1881

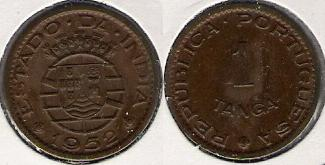
Uma tanga de 1952

A rupia da Índia Portuguesa foi uma das moedas do Estado Português da Índia até 1958.
Até 1871, dividia-se em dez tangas, cada uma com sessenta réis. Depois de 1871, uma rupia passou a dividir-se em dezasseis tangas, com cada tanga continuando a ser equivalente a sessenta réis.
Em 1958, a rupia foi substituída pelo escudo da Índia Portuguesa à razão de uma rupia para cada seis escudos.